# 六經辨證
六經辨證，是中醫的辨證方法，有兩種意義。一者是以《黃帝內經》爲代表的醫經家，以臟腑經絡之六經作爲確定病證分型落腳點的辨證方法，此意義下同臟腑經絡辨證。二者是以《傷寒雜病論》爲代表的經方家，用三陰三陽對疾病進行分類以表示疾病屬性和病位的辨證方法，此又有人稱三陰三陽辨證。
第二種意義之六經辨證，其將表示疾病屬性（疾病過程中正氣與邪氣的鬥爭狀態）的陽證或陰證，與指示病位的表、半表半裏、裏這三種證候相乘，得到六種分類，即太陽（陽證表證）、少陽（陽證半表半裏證）、陽明（陽證裏證）、少陰（陰證表證）、厥陰（陰證半表半裏證）、太陰（陰證裏證），並由張仲景首次總結並正式記錄於《傷寒雜病論》中，實質是八綱辨證的一種簡化變體。
由黃帝內經中所提到的六經，但內經之中無詳細說明六經的病症發展。由漢張仲景所整理六大病症與誤治條文來解釋六經的病態發展，所以在《傷寒論》中可以看見太陽篇、陽明篇、少陽篇、太陰篇、少陰篇、厥陰篇。
后世有观点认为两者不同，也有将两者合流、认为第二种意义为第一种之发展的观点。一种两者合流的观点认为：六經辨證將从自然界规律总结出的三阴三阳和运气理论，运用到对人类疾病发生发展的认识中，以三阴三阳六经为纲，将脏腑、经络和自然变化联系到一起，展示中医整体观与天人相应的理论思想。

## 辨證
傳統上，對於六經有兩種看法，一派以劉完素、丹波元簡為主，認為六經是指六種病證分類；另一派如喻昌、柯琴，認為六經即是內經所指六條經脈之名，六經病是外邪侵犯六經所造成的。
六經病會隨著時間與體質而相互變化，辨證須依《傷寒論》。如果病情惡化，會由太陽進入陽明或少陽，若再惡化則進入太陰、少陰、厥陰。反之，病情好轉，則由厥陰往少陰、太陰直至太陽。

## 歷史發展與合流
兩種意義的六經辨證，在中醫的發展歷程中發生了合流。後世醫家由於既讀《黃帝內經》，同時又學習《傷寒雜病論》，加之由於二者對疾病的歸類的確有相通之處，常把兩種意義的六經辨證相混淆。這種合流取得一些成就，但也造成了許多問題。如《醫宗金鑑》中把腑臟經絡之六經強行套用以解釋仲景三陰三陽疾病分類的六經，十分曲折生硬且造成了誤解。
将张的三阴三阳辩证和六经合流的起源是宋代朱肱《活人书》，之后庞安常、许叔微等医家皆以六经注解伤寒。清代左右开始有医家开始尝试再将两者分开解释，创地面、六部、分野论。日本丹波父子完整阐述六病的病性、部位，否定以六经解释的理论。山西人刘绍武继而发表“三部六病”理论，弟子马文辉更认为三阴三阳是对外感热病的时间分类法和空间病位观，之后所教研究生尹相乾还以此实现了寒热、温病学派的统一解释。
现代也有认为三阴三阳辩证应和六经合流的医家，这一学术争论还未停止。

## 实质
春来花自青，秋至叶飘零，人生存于自然法则之中，必然受到天地万物气化运动规律的影响，打上自然法则的烙印。六经辨证通过三阴三阳开阖枢，标本中气等理论，认识人体六经发病的病证特点及相应治疗原则。顾植山教授在《从五运六气看六经辨证》一文中提到，“六经辨证较好地反映了疾病发生时的内外环境整体变化的动态时空特征”。

## 六經病
- 太陽病。
- 陽明病。
- 少陽病。
- 太陰病。
- 少陰病。
- 厥陰病。